# دانشگاه هنر هلسینکی

دانشگاه هنر هلسینکی

دانشگاه هنر هلسینکی (فنلاندی: Taideyliopisto, سوئدی: Konstuniversitetet) که با نام یونی آرتز نیز شناخته می‌شود، یکی از دانشگاه‌های هنر فنلاند است که در ابتدای سال ۲۰۱۳ را ه اندازی شد.
دانشکده‌ها و زیرمجموعه‌های دانشگاه هنر هلسینکی عمدتاً در هلسینکی بزرگ واقع شده‌است، اما در کوئوپیو در سینه‌یوکی نیز فعالیت دارد.
این دانشگاه در حال حاضر شامل سه دانشکده است که پیش از این هرکدام یک مؤسسه آکادمیک مستقل بودند: دانشکده هنرهای زیبای هلسینکی (تا سال ۲۰۱۳ آکادمی هنرهای زیبا فنلاند)، آکادمی سیبلیوس و دانشکده تئاتر هلسینکی (تا سال ۲۰۱۳ آکادمی تئاتر هلسینکی). تعداد کل دانشجویان این داشنگاه ۱۹۴۶ نفر (۲۰۱۹) است.
به گفته این دانشگاه، هدف از ادغام، تقویت آموزش، پژوهش و فعالیت هنری در حوزه هنر در بخش دانشگاه در مقیاس ملی و بین‌المللی است. هدف دیگر این است که فرصت‌های بیشتری برای تأثیرگذاری بر جامعه از طریق هنر فراهم شود.

## آموزش و پژوهش
دانشگاه هنر هلسینکی در بیش از ۳۰ رشته در زمینه‌های موسیقی، هنرهای زیبا، تئاتر و رقص فعال است.
این دانشگاه بالاترین سطح آموزش هنر را در فنلاند ارائه می‌دهد و همچنین در فعالیت‌های هنری و تحقیقاتی شرکت می‌کند. این دانشگاه علاوه بر پذیرش دانشجو برای تحصیل در مقاطع کارشناسی، کارشناسی ارشد و دکتری، خدمات آموزش آزاد و مداوم را نیز ارائه می‌دهد.